# 봄바디어 챌린저 600
봄바디어 챌린저 600은 캐나다 봄바디어 에어로스페이스가 생산하고 있는 20톤의 쌍발 비즈니스 제트기이다.

## 대한민국

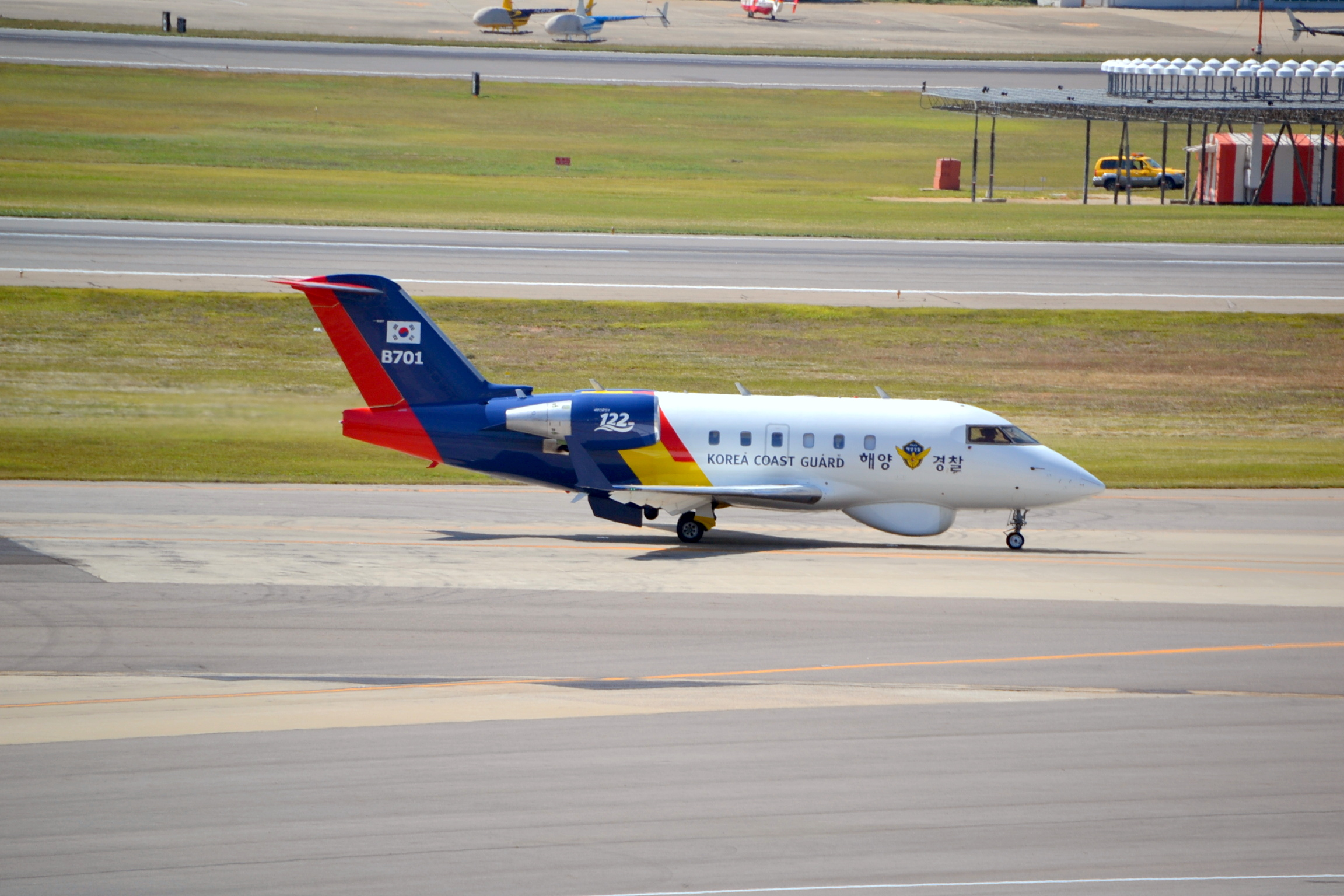
해경본부 B701(CL-604)

대한민국 해양경찰청이 챌린저 1대를 해상초계기로 사용중이다. 2012년 20톤의 챌린저 보다 작은 16톤의 CN-235 초계기를 추가로 도입했다. 챌린저와는 달리 쌍발 프로펠러 엔진을 사용한다. 금강산까지 카메라 정찰이 가능하다는 한국 공군의 금강정찰기는 12톤의 호커 800을 사용하는데, 해경의 20톤 챌린저가 더 대형이다. 그러나 둘이 사용하는 쌍발 제트엔진은 동일하다.

## 제원 (CL-601-3A)
- 승무원: 2명
- 승객: 9명
- 수송가능중량: 1814kg
- 길이: 20.85m
- 날개길이: 19.61m
- 높이: 6.30m
- 날개면적: 48.3m²
- 기체중량: 9,292kg
- 최대중량: 19,618kg
- 이륙최대중량: 19,550kg
- 최대속도: 850km/h
- 순항속도: 820km/h
- 경제속도: 787km/h
- 순항거리: 6,649km
- 순항고도: 12,497m
- 상승률: 1,298m/min

## 제원 (CL-604)

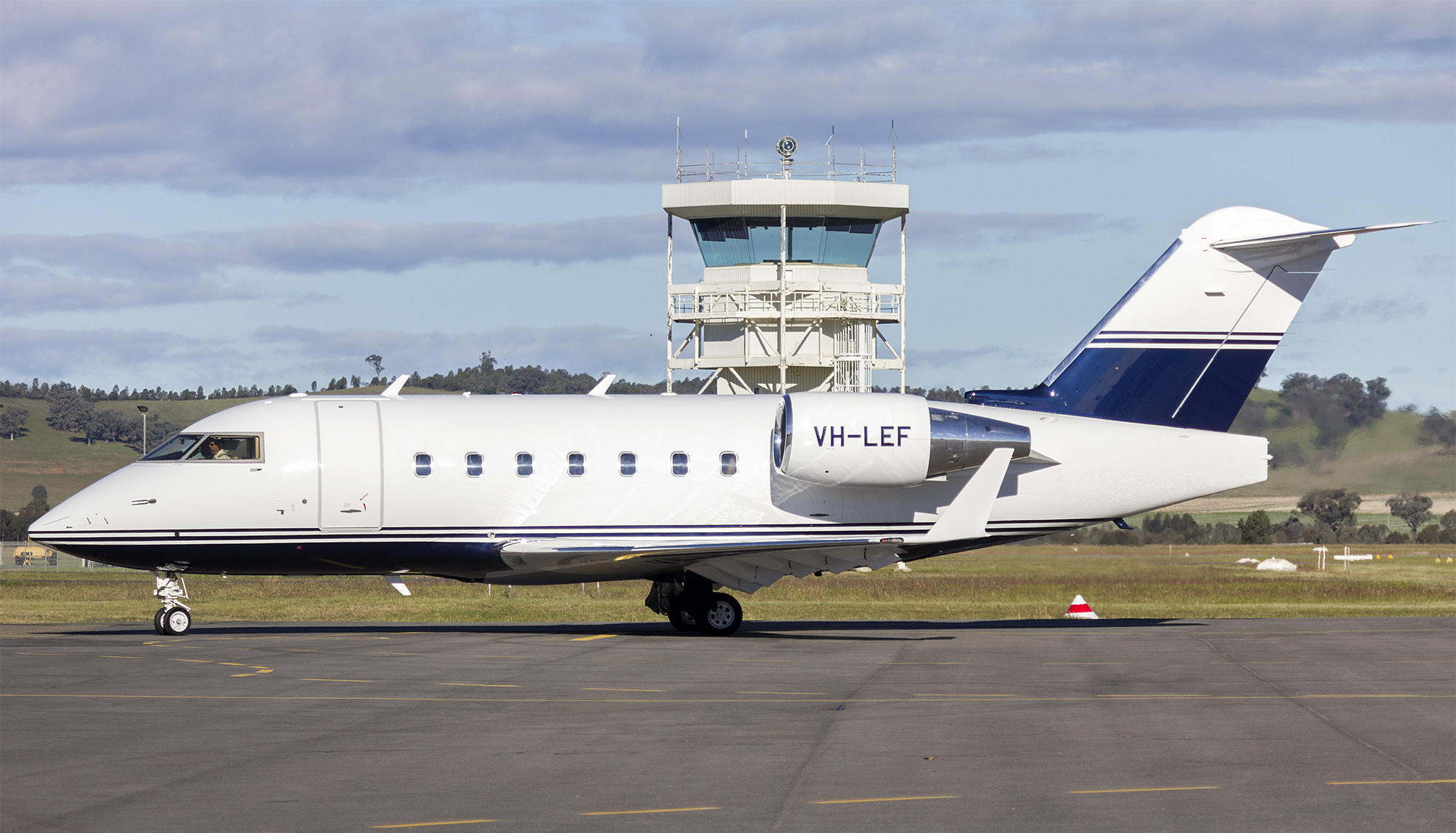
CL-604

- 승무원: 2명
- 승객: 10명
- 수송가능중량: 2,184kg
- 길이: 20.85m
- 날개길이: 19.61m
- 높이: 6.30m
- 날개면적: 45.7m²
- 기체중량: 12,331kg
- 최대중량: 21,863kg
- 이륙최대중량: 21863kg
- 최대속도: 907km/h
- 순항속도: 850km/h
- 순항거리: 6,947km
- 순항고도: 12,497m
- 상승률: 1,298m/min

## 같이 보기
- 봄바디어 글로벌 익스프레스
- 다소 팰콘 2000